# Siège de Condé (1794)
Guerre de la Première Coalition
Batailles
Le siège de Condé qui eut lieu le 30 août 1794, pendant la guerre de la Première Coalition, voit la ville reprise par les troupes françaises.

## Préambule
La Terreur qui fut adoptée pour principe par la convention nationale décréta que les troupes étrangères, maîtresses des places frontières du Nord de la France, (Condé, Valenciennes, siège du Quesnoy et Landrecies) qui ne se soumettraient pas à discrétion, vingt-quatre heures après en avoir été sommées, ne seraient admises à aucune espèce de traité, et passées au fil de l'épée. Ce décret avait pour but, dit Carnot, de frapper l'ennemi d'épouvante, et de le forcer à abandonner sur-le-champ les possessions françaises. Le décret, terrible au premier abord, n'était qu'une mesure pour épargner au contraire le sang, et restituer au courage ce qu'il avait perdu par la trahison ou des peines infinies. On voulait agir promptement, sans qu'il en coûtât ni travaux, ni temps, ni munitions.

## Situation
Les places de Valenciennes et de Condé, qu'avaient envahies les Autrichiens et les Anglais, se trouvèrent, après les victoires d'Hondscoote et de Fleurus, tellement séparées des armées qui pouvaient les secourir, que la famine seule les aurait fait succomber si on les avait bloquées.

## Prise de la ville
Aussi l'armée du Nord, que la victoire suivait de la Flandre en Hollande, ne chercha pas à s'en emparer.
Un décret de la convention portait qu'on passerait au fil de l'épée les garnisons de Valenciennes et de Condé, si, vingt-quatre heures après la sommation qu'on leur ferait, elles ne se rendaient pas.
Le général autrichien qui commandait Condé, ayant perdu tout espoir d'être secouru, sentant bien d'ailleurs que l'empereur ne pouvait garder cette place, considérant de plus le nombre immense d'ennemis qui l'entouraient, ne crut pas devoir compromettre la vie des braves dont il était le chef, et se rendit à discrétion.
Les Français trouvèrent dans cette place cent-soixante-une bouches à feu, six mille fusils, cent mille boulets, quinze mille cartouches, trois-cen- milliers de poudre, six-cents-milliers de plomb, des vivres pour six mois, et, dans les canaux voisins, cent soixante-une barques, en grande partie très richement chargées.